# 張鼎 (成化乙未進士)
張鼎（1446年—？），字宗器，府軍衛官籍河南信陽縣人，明朝政治人物。進士出身。

## 生平
早年出身京衛武學生，順天府鄉試第二十二名。成化十一年（1475年）乙未科會試第八十四名，殿試登進士第三甲第六十一名。官至徽州府知府。

## 家族
曾祖父張道，燕山中護衛百户，贈指揮同知。祖父張林，燕山中護衛正千户，调安庆衛，從成祖靖難，改府軍衛，贈指揮同知。父亲張賢，曾任府軍衛指揮同知。弟张鼐，錦衣衛百户；张鼒，弘治庚戌进士，官御史、山西佥事。